# Ectropis amphitromera
Ectropis amphitromera là một loài bướm đêm trong họ Geometridae.